# 2024年KADOKAWA與Niconico動畫遭受網路攻擊事件
2024年6月8日凌晨，KADOKAWA官方網站和日本視頻分享平台Niconico動畫旗下平台遭受一起与俄羅斯有关的黑客組織BlackSuit聲稱的勒索軟體网络攻击。

## 背景
Niconico動畫是個2006年推出的日本影片分享平台。Niconico動畫的擁有者多玩國是KADOKAWA的子公司。截至2022年5月1日，根據Alexa Internet的數據該網站是日本訪問量第14高的網站。
2021年6月3日，台灣角川報告一起洩漏個人和企業資訊的網路攻擊。
在初次攻擊發生兩天後，《连线》指出2024年的勒索攻擊變得更加棘手，並表示勒索軟體攻擊在2024年“加速”。
日本的網路安全因缺乏IT專家而受到批評，据智庫調查顯示，約有90%的國內公司沒有任何IT專家。在初次攻擊的前一天，日本首相岸田文雄命令其部長制定一項法案，以增強日本的“主動網絡防禦”。

## 摘要

BlackSuit的聲明

2024年6月8日下午3點30分左右（日本標準時間），報告指出包括Niconico動畫在內的角川集團服務等出現連接問題。多玩國于同日下午6点左右（日本標準時間）暫停所有出現問題的Niconico動畫服務，並進行維護。
6月9日，KADOKAWA向警方、專家以及關東地方財務局報告此事。6月14日，經調查，KADOKAWA確認該故障是由勒索軟體网络攻击造成，並發現儘管網站服務已被遠程關閉，但仍觀察到攻擊者重啟伺服器以繼續擴散恶意软件；因此，KADOKAWA採取物理斷開伺服器電源和通信電纜的措施。同日，Niconico動畫設立一個臨時網站，詳細說明了情況。
6月27日，與俄羅斯相關的黑客組織“BlackSuit”在暗网上聲稱此次攻擊由他们所為，并威胁如果在7月1日之前未支付贖金，他们將公開被盗的1.5TB商業夥伴和用戶信息數據。
7月10日，KADOKAWA發表聲明警告公眾，傳播任何來自數據洩露的資訊將會面臨法律訴訟。
Niconico動畫和KADOKAWA的官方網站服務於8月5日恢復，唯獨「Niconico社區」因網絡攻擊導致資料丟失而不能恢復。

## 影響
Niconico動畫宣布將取消七月底前的所有預定節目。
截至7月3日，此次攻擊期令KADOKAWA的股價已下跌超過20%。KADOKAWA出版業務的製造端在攻擊後短暫暫停，電子書的發行也被延遲。KADOKAWA的線上商店KADOKAWA UMBRELLA也受到影響，無法接收或發送訂單。
角川的私立高中角川多玩國學園受到了此次攻擊的影響，但於6月10日恢復了其服務。

## 後續
Niconico動畫在攻擊後實施了新的安全措施並重建了系統。

## 外部連結
- 角川的臨時網站（已存档）
- 2024年6月8日的Niconico動畫（来自网站时光机 ）